# Championnat de Jordanie de football 2021
Navigation
Saison précédente Saison suivante
La saison 2021 du Championnat de Jordanie de football est la soixante-douzième édition du championnat de première division en Jordanie. La compétition est disputée sous forme de poule unique où les douze meilleurs clubs du pays s'affrontent deux fois au cours de la saison, à domicile et à l'extérieur. En fin de saison, les deux derniers du classement sont relégués et remplacés par les deux meilleurs clubs de deuxième division.
C'est Al Ramtha Sports Club qui est sacré cette saison après avoir terminé en tête du classement final. Il s'agit du 3e titre de champion de Jordanie de l'histoire du club.

## Les clubs participants
- Al-Weehdat Club
- Al-Faisaly Club
- Al-Jazira Amman
- Al Hussein Irbid
- Al Ramtha Sports Club
- Shabab Al-Aqaba
- Shabab Al-Ordon Club
- Al-Salt
- FC Ma'an
- Sahab
- Al-Jaleel  – Promu de D2
- Al Buqa'a  – Promu de D2

## Compétition
Le barème utilisé pour établir le classement est le suivant :
- Victoire : 3 points
- Match nul : 1 point
- Défaite : 0 point

### Classement
| Rang | Équipe                | Pts | J  | G  | N  | P  | Bp | Bc | Diff |
| ---- | --------------------- | --- | -- | -- | -- | -- | -- | -- | ---- |
| 1    | Al Ramtha Sports Club | 47  | 22 | 14 | 5  | 3  | 38 | 16 | +22  |
| 2    | Al-Weehdat Club T     | 47  | 22 | 14 | 5  | 3  | 44 | 14 | +30  |
| 3    | Al-Salt               | 41  | 22 | 10 | 11 | 1  | 32 | 16 | +16  |
| 4    | Al-Faisaly Club C     | 38  | 22 | 11 | 5  | 6  | 39 | 20 | +19  |
| 5    | Al Hussein Irbid      | 33  | 22 | 9  | 6  | 7  | 29 | 35 | -6   |
| 6    | Shabab Al-Ordon Club  | 33  | 22 | 8  | 9  | 5  | 28 | 22 | +6   |
| 7    | Al-Jazira Amman       | 28  | 22 | 7  | 7  | 8  | 34 | 33 | +1   |
| 8    | Shabab Al-Aqaba       | 25  | 22 | 6  | 7  | 9  | 20 | 39 | -19  |
| 9    | Sahab                 | 25  | 22 | 6  | 7  | 9  | 30 | 32 | -2   |
| 10   | FC Ma'an              | 21  | 22 | 5  | 6  | 11 | 19 | 34 | -15  |
| 11   | Al-Jaleel P           | 19  | 22 | 4  | 7  | 11 | 15 | 32 | -17  |
| 12   | Al Buqa'a P           | 1   | 22 | 0  | 1  | 21 | 9  | 54 | -45  |

|  | Qualification pour la Ligue des champions de l'AFC 2022                                  |
|  | Champion de Jordanie                                                                     |
|  | Relégation directe en deuxième division                                                  |
|  | T : Tenant du titre C : Vainqueur de la Coupe de Jordanie P : Promu de deuxième division |

- Deux équipes terminent en tête à égalité de points, le départage est fait en prenant en compte les points en confrontation directe, 2 victoires pour Al Ramtha Sports Club contre Al-Weehdat Club, cependant le champion n'obtient pas de licence pour disputer une coupe asiatique, le vice-champion est qualifié pour la Ligue des champions de l'AFC 2022.

## Bilan de la saison
| Championnat de Jordanie de football 2021 |                                  |
| Champion                                 | Al Ramtha Sports Club (3e titre) |
| Coupes et trophées                       |                                  |
| Vainqueur de la Coupe de Jordanie 2021   | Al-Faisaly Club                  |
| Qualifications continentales             |                                  |
| Ligue des champions de l'AFC 2022        | Al-Weehdat Club                  |
| Coupe de l'AFC 2022                      | aucun                            |
| Promotions et relégations                |                                  |
| Promus en Jordan League                  | Mgaear Al-Sarhan                 |
| Promus en Jordan League                  | Al-Sareeh                        |
| Relégués en First Division               | Al-Jaleel                        |
| Relégués en First Division               | Al Buqa'a                        |